# ميشيل كالتاك
ميشيل كالتاك هو لاعب كرة قدم فانواتي في مركز الوسط، ولد في 12 نوفمبر 1990 في فانواتو. شارك مع منتخب فانواتو تحت 20 سنة لكرة القدم ومنتخب فانواتو لكرة القدم. أما مع النوادي، فقد لعب مع هيكاري يونايتد.

## وصلات خارجية
- ميشيل كالتاك على موقع ناشيونال فوتبول تيمز (الإنجليزية)
- ميشيل كالتاك على موقع Soccerway.com (الإنجليزية)